# 2970 Песталоцці
2970 Песталоцці (2970 Pestalozzi) — астероїд головного поясу, відкритий 27 жовтня 1978 року.
Тіссеранів параметр щодо Юпітера — 3,348.